# Medalla del Cercle d'Escriptors Cinematogràfics al millor actor
La Medalla del Cercle d'Escriptors Cinematogràfics a millor actor és un guardó cinematogràfic espanyol que ve concedint des de 1946 el Cercle d'Escriptors Cinematogràfics (CEC) al qual considera millor actor de l'any per un o diversos papers protagonistas en pel·lícules espanyoles. El primer premi va ser lliurat el 7 de juliol de 1946 al Cine Gran Vía de Madrid. El trofeu és una senzilla medalla de bronze dissenyada per José González de Ubieta que no va acompanyada de dotació econòmica. És un dels premis del seu tipus més antics d'Espanya, si bé va travessar una crisi durant la dècada de 1980 que va fer que no es concedís durant cinc anys consecutius.
El seu nom ha canviat lleument amb el temps, encara que es tracta del mateix premi. Des de la seva creació fins a 1963 es va denominar Medalla al millor actor principal, però en l'edició de 1964 va ser dita Medalla a la millor interpretació masculina. En 1965 va adquirir per primera vegada el seu actual nom, però entre 1975 i 1978 es va denominar Medalla al millor actor protagonista. En 1979 es va tornar a la denominació actual. Els artistes que en més ocasions han obtingut el guardó han estat Fernando Fernán Gómez, Francisco Rabal i Javier Bardem; cinc vegades cadascun.
La llista permet considerar la dificultat que els actors no espanyols obtinguin el premi. En la llista de candidats derrotats apareixen els noms dels estatunidencs Tim Robbins i Sam Shepard, l'alemany Daniel Brühl (dues vegades), el porto-riqueny Benicio del Toro (també dues vegades), l'argentí Alberto Ammann i el francès Jean Rochefort. Tan sols el portuguès Antonio Vilar i l'argentí Ricardo Darín han aconseguit la medalla; i el segon, únicament al tercer intent.
A continuació s'ofereixen diverses taules que contenen una llista dels artistes guanyadors. En la casella de l'esquerra s'indica l'any en què va ser concedit el premi, que sol ser el següent a aquell en el qual es van estrenar els films. Després s'indica el nom de l'actor guardonat. Va haver-hi cinc anys en què el CEC no va concedir premis, i així s'indica en aquesta casella. Es tracta de 1986 a 1990, quan va semblar que l'esdeveniment anava a desaparèixer definitivament. En 1965 i 1985 si va haver-hi lliurament de medalles, però no es va lliurar la d'aquesta categoria. En 1981, el premi va ser declarat desert. En la tercera casella s'informa del títol de la pel·lícula o pel·lícules interpretades pel guanyador, si bé en 1966 i 1969 va ser atorgat pel conjunt de la labor de l'actor. Finalment, i quan es disposa de la informació, s'indiquen en la quarta casella els noms dels altres nominats al premi o finalistes.

## Anys 1940
| Any  | Guanyador         | Treball                  | Notes            |
| ---- | ----------------- | ------------------------ | ---------------- |
| 1946 | Armando Calvo     | Los últimos de Filipinas | [ 2 ]            |
| 1947 | Rafael Durán      | La pródiga               | [ 3 ] [ nota 1 ] |
| 1948 | José María Seoane | Mariona Rebull           | [ 4 ] [ 5 ]      |
| 1949 | Fernando Rey      | Mare Nostrum             | [ 6 ]            |

## Anys 1950

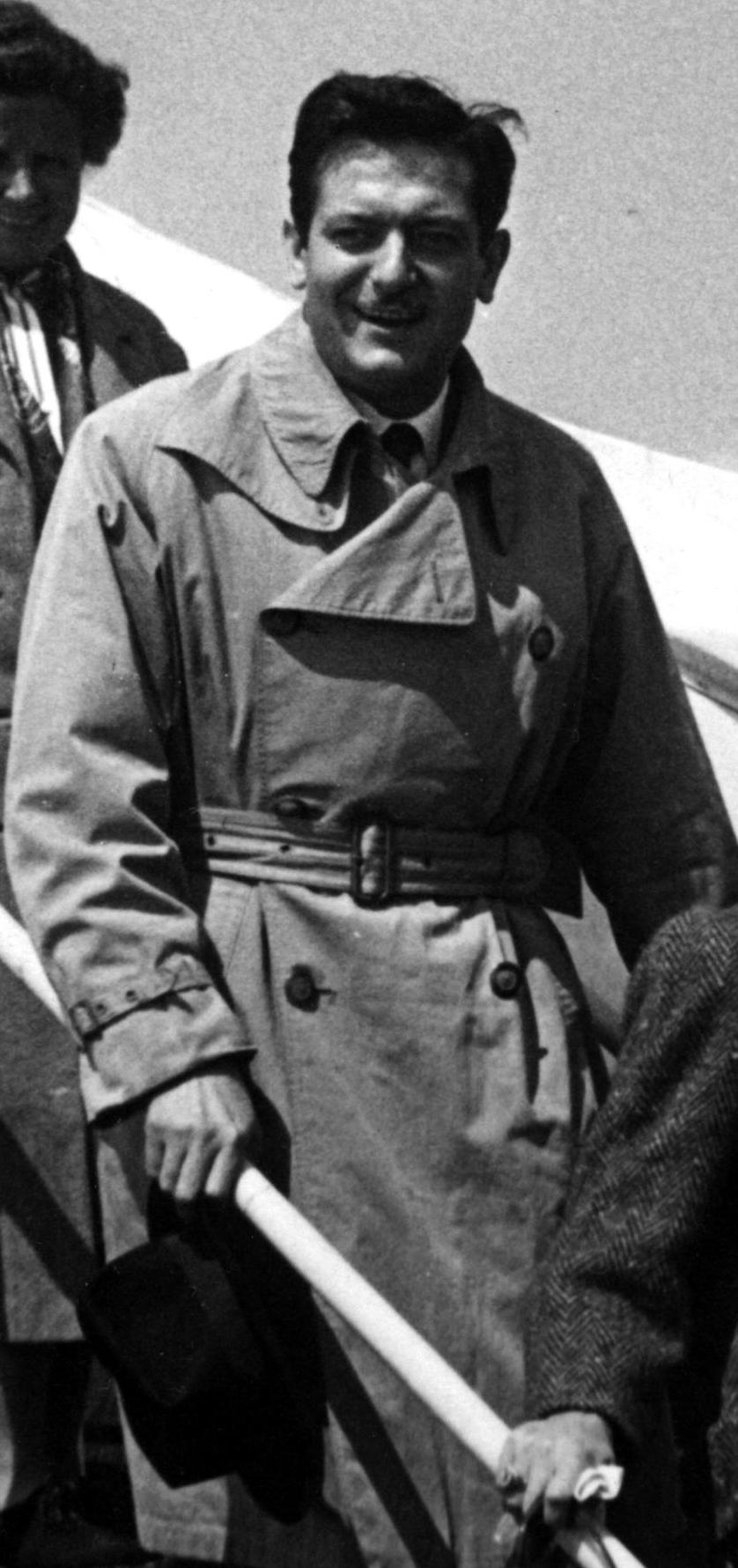
Albert Closas va rebre dues medalles en aquesta dècada.

| Any  | Guanyador             | Treball                    | Notes             |
| ---- | --------------------- | -------------------------- | ----------------- |
| 1950 | Tomás Blanco          | El santuario no se rinde   | [ 7 ]             |
| 1951 | Fernando Fernán Gómez | El último caballo          | [ 8 ] [ nota 2 ]  |
| 1952 | Fernando Fernán Gómez | Balarrasa                  | [ 10 ] [ nota 3 ] |
| 1953 | Jesús Tordesillas     | El andén                   | [ 11 ]            |
| 1954 | Francisco Rabal       | La guerra de Dios          | [ 12 ]            |
| 1955 | José Suárez           | ¿Crimen imposible?         | [ 13 ]            |
| 1956 | Albert Closas         | La fierecilla domada       | [ 14 ]            |
| 1957 | Antonio Vilar         | Embajadores en el infierno | [ 15 ]            |
| 1958 | Francisco Rabal       | Amanecer en puerta oscura  | [ 16 ]            |
| 1959 | Albert Closas         | Distrito Quinto            | [ 17 ]            |

## Anys 1960

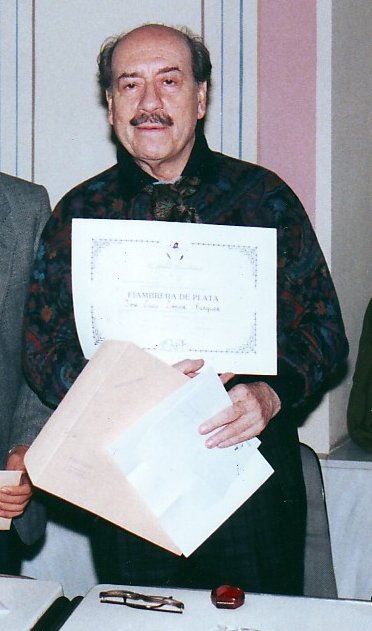
José Luis López Vázquez —en imatge de 1989— va rebre la primera de les seves medalles en 1968.

| Any  | Guanyador               | Treball                       | Notes             |
| ---- | ----------------------- | ----------------------------- | ----------------- |
| 1960 | Javier Escrivá          | Molokai                       | [ 18 ] [ nota 4 ] |
| 1961 | Adolfo Marsillach       | Salto a la gloria             | [ 20 ]            |
| 1962 | Francisco Rabal         | El hombre de la isla          | [ 21 ]            |
| 1963 | Roberto Camardiel       | Ensayo general para la muerte | [ 22 ]            |
| 1964 | Julián Mateos           | Young Sánchez                 | [ 23 ]            |
| 1965 | No es va concedir       |                               | [ 24 ]            |
| 1966 | Manuel Zarzo            | Labor de l'any                | [ 25 ]            |
| 1967 | Alfredo Mayo            | La caza                       | [ 26 ]            |
| 1968 | José Luis López Vázquez | Peppermint frappé             | [ 27 ]            |
| 1969 | Juan Luis Galiardo      | Labor de conjunt              | [ 28 ]            |

## Anys 1970
| Any  | Guanyador               | Treball                                   | Notes  |
| ---- | ----------------------- | ----------------------------------------- | ------ |
| 1970 | Alfredo Mayo            | Los desafíos                              | [ 29 ] |
| 1971 | Fernando Rey            | Tristana                                  | [ 30 ] |
| 1972 | José Luis López Vázquez | Mi querida señorita                       | [ 31 ] |
| 1973 | Vicente Parra           | La semana del asesino                     | [ 32 ] |
| 1974 | Fernando Fernán Gómez   | El espíritu de la colmena Ana y los lobos | [ 33 ] |
| 1975 | Francisco Algora        | Tocata y fuga de Lolita                   | [ 34 ] |
| 1976 | Antonio Ferrandis       | La casa grande                            | [ 35 ] |
| 1977 | Xabier Elorriaga        | La ciutat cremada                         | [ 36 ] |
| 1978 | Joaquín Hinojosa        | Tigres de papel                           | [ 37 ] |
| 1979 | Fernando Fernán Gómez   | Los restos del naufragio                  | [ 38 ] |

## Anys 1980

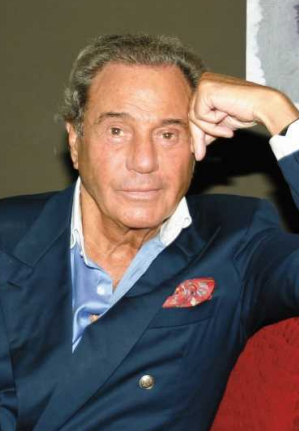
Arturo Fernández aconseguí la seva medalla mercè el seu paper a Truhanes.

| Any  | Guanyador         | Treball             | Notes  |
| ---- | ----------------- | ------------------- | ------ |
| 1980 | Alfredo Landa     | Las verdes praderas | [ 39 ] |
| 1981 | Desert            |                     | [ 40 ] |
| 1982 | Alfredo Landa     | El crack            | [ 41 ] |
| 1983 | Rafael Alonso     | La colmena          | [ 42 ] |
| 1984 | Arturo Fernández  | Truhanes            | [ 43 ] |
| 1985 | No es va concedir |                     | [ 44 ] |
| 1986 | No hi hagué premi |                     | [ 45 ] |
| 1987 | No hi hagué premi |                     | [ 46 ] |
| 1988 | No hi hagué premi |                     | [ 47 ] |
| 1989 | No hi hagué premi |                     | [ 48 ] |

## Anys 1990

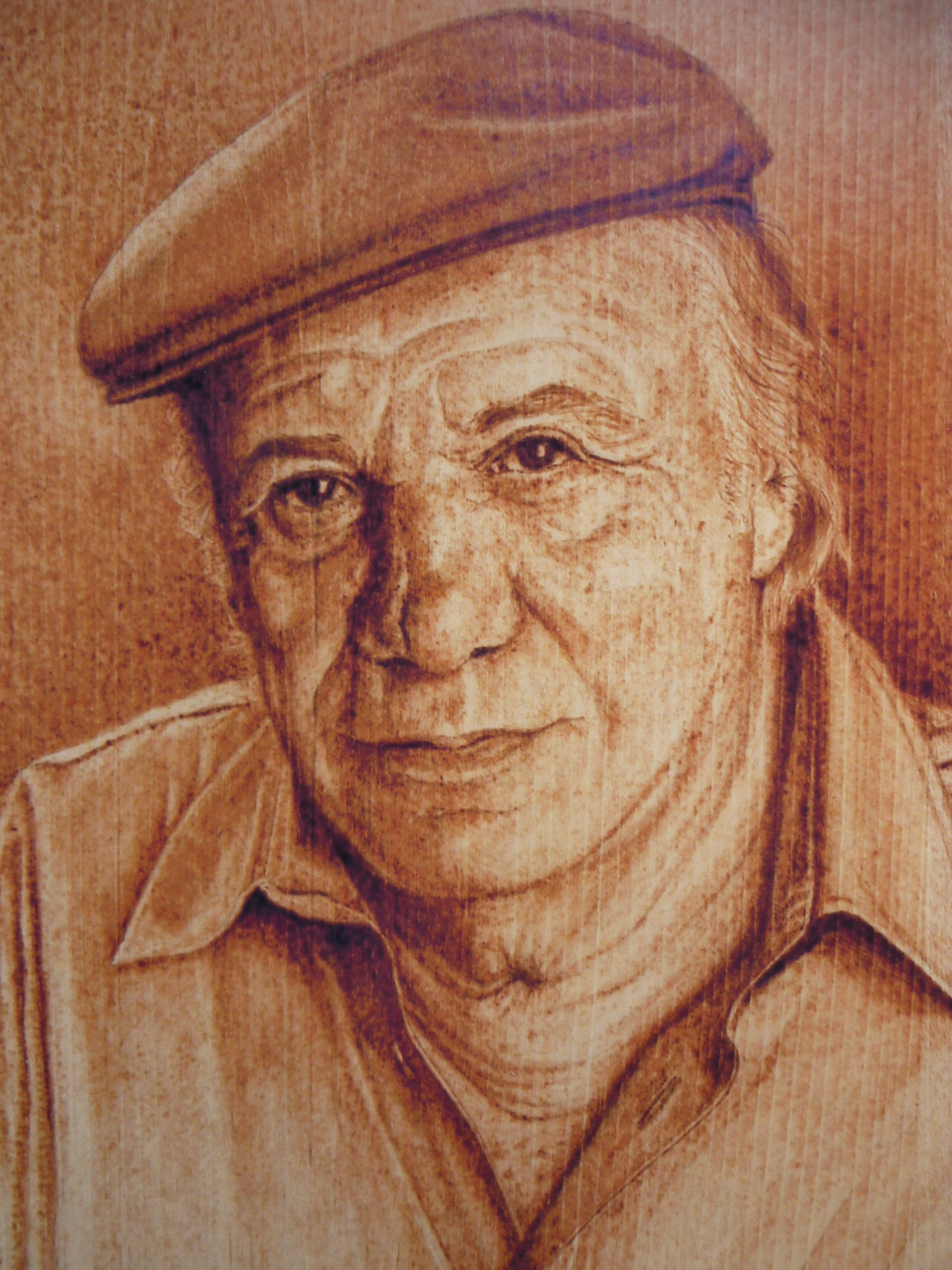
Paco Rabal va obtenir la quarta medalla per El hombre que perdió su sombra.
(Gravat d'Antonio Navarro)

| Any  | Guanyador                           | Treball                       | Notes  |
| ---- | ----------------------------------- | ----------------------------- | ------ |
| 1990 | No hi hagué premi                   |                               | [ 49 ] |
| 1991 | Francisco Rabal                     | L'Homme qui a perdu son ombre | [ 50 ] |
| 1992 | Andrés Pajares                      | ¡Ay, Carmela!                 | [ 51 ] |
| 1993 | Javier Bardem                       | Jamón, jamón                  | [ 52 ] |
| 1994 | José Sazatornil                     | Todos a la cárcel             | [ 53 ] |
| 1995 | Alfredo Landa                       | Canción de cuna               | [ 54 ] |
| 1996 | Javier Bardem                       | Boca a boca                   | [ 55 ] |
| 1997 | Carmelo Gómez                       | El perro del hortelano        | [ 56 ] |
| 1998 | Antonio Resines                     | La buena estrella             | [ 57 ] |
| 1999 | Fernando Fernán Gómez Rafael Alonso | El abuelo                     | [ 58 ] |

## Anys 2000

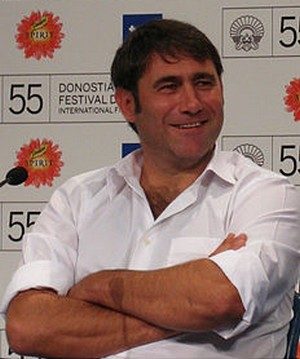
El català Sergi López i Ayats va guanyar la seva medalla per El cielo abierto.

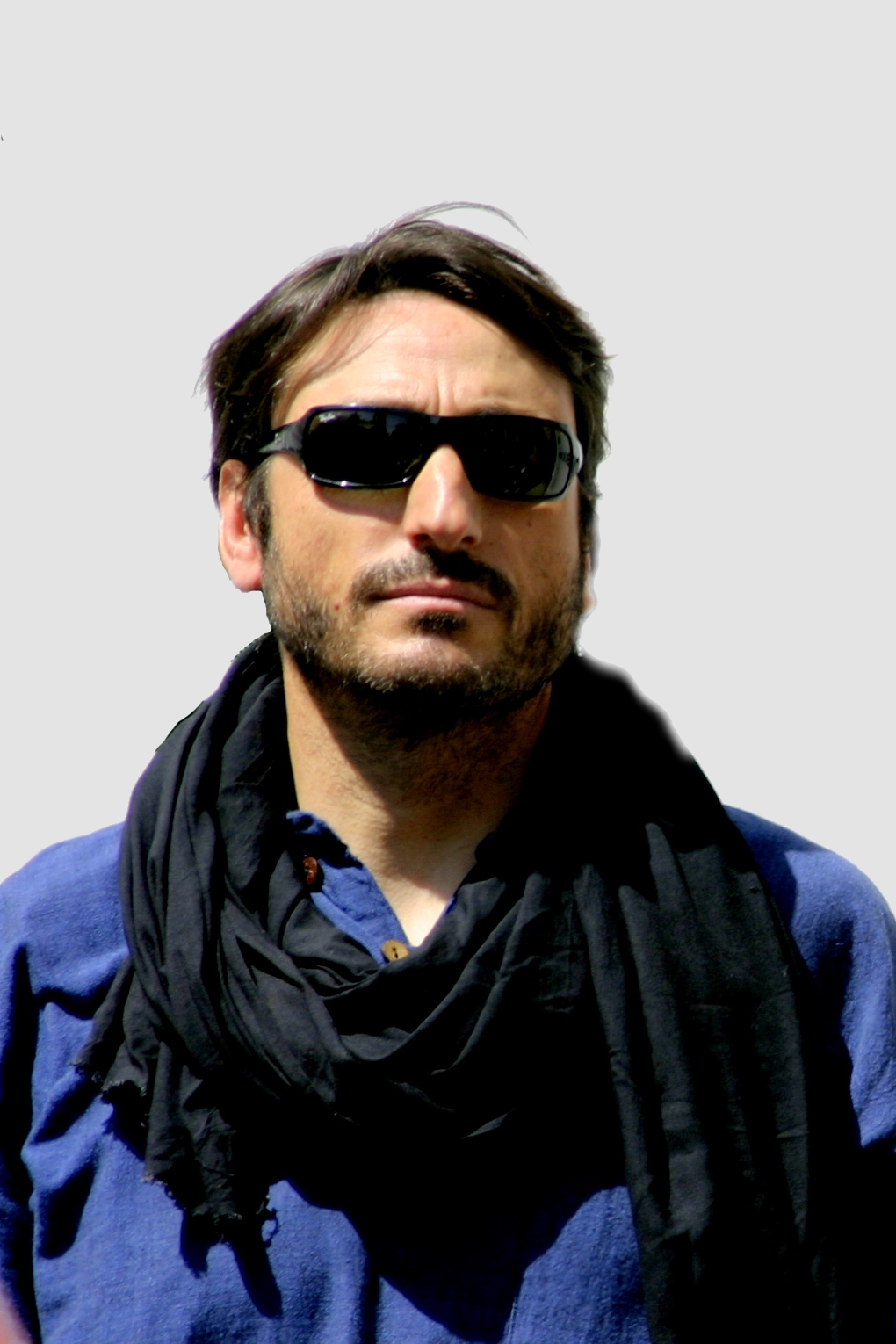
Carmelo Gómez va assolir la segona medalla per La noche de los girasoles.

| Any  | Guanyador           | Treball                                     | Finalistes                                           | Notes         |
| ---- | ------------------- | ------------------------------------------- | ---------------------------------------------------- | ------------- |
| 2000 | Francisco Rabal     | Goya en Burdeos                             |                                                      | [ 59 ]        |
| 2001 | Juan José Ballesta  | El Bola                                     |                                                      | [ 60 ]        |
| 2002 | Sergi López i Ayats | El cielo abierto                            |                                                      | [ 61 ]        |
| 2003 | Javier Bardem       | Los lunes al sol                            |                                                      | [ 62 ]        |
| 2004 | Luis Tosar          | Te doy mis ojos La flaqueza del bolchevique | Javier Cámara Alfredo Landa José Coronado            | [ 63 ] [ 64 ] |
| 2005 | Javier Bardem       | Mar adentro                                 | Alberto San Juan Gael García Bernal Eduard Fernández | [ 65 ]        |
| 2006 | Óscar Jaenada       | Camarón                                     | Manuel Alexandre Eduard Fernández Tim Robbins        | [ 66 ]        |
| 2007 | Carmelo Gómez       | La noche de los girasoles                   | Juan Diego Daniel Brühl Sergi López                  | [ 67 ]        |
| 2008 | Alfredo Landa       | Luz de domingo                              | Alberto San Juan Juan José Ballesta Tristán Ulloa    | [ 68 ]        |
| 2009 | Juan Diego          | Casual Day                                  | Diego Luna Benicio del Toro Unax Ugalde              | [ 69 ]        |

## Anys 2010

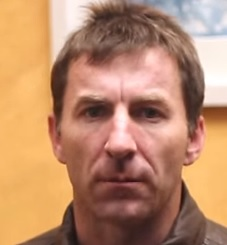
Antonio de la Torre va guanyar dues medalles consecutives.

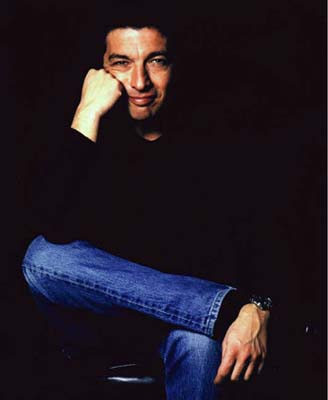
L'argentí Ricardo Darín va ser el segon no espanyol que va obtenir el guardó després del portuguès Antonio Vilar.

| Any  | Guanyador           | Treball                        | Finalistes                                                     | Notes         |
| ---- | ------------------- | ------------------------------ | -------------------------------------------------------------- | ------------- |
| 2010 | Luis Tosar          | Celda 211                      | Ricardo Darín Gary Piquer Carmelo Gómez                        | [ 70 ]        |
| 2011 | Javier Bardem       | Biutiful                       | Luis Tosar Unax Ugalde Alberto Ammann                          | [ 71 ]        |
| 2012 | José Coronado       | No habrá paz para los malvados | Luis Tosar Daniel Brühl Sam Shepard Fernando Tejero            | [ 72 ]        |
| 2013 | Antonio de la Torre | Grupo 7                        | Luis Tosar Jean Rochefort Daniel Giménez Cacho José Sacristán  | [ 73 ] [ 74 ] |
| 2014 | Antonio de la Torre | Caníbal                        | Javier Cámara Tito Valverde Mario Casas                        | [ 75 ] [ 76 ] |
| 2015 | Javier Gutiérrez    | La isla mínima                 | Raúl Arévalo Javier Cámara Luis Bermejo                        | [ 77 ] [ 78 ] |
| 2016 | Ricardo Darín       | Truman                         | Luis Tosar Pedro Casablanc Benicio del Toro                    | [ 79 ] [ 80 ] |
| 2017 | Eduard Fernández    | El hombre de las mil caras     | Antonio de la Torre Roberto Álamo Luis Callejo José Luis Gómez | [ 81 ] [ 82 ] |
| 2018 | Javier Gutiérrez    | El autor                       | Eduard Fernández Antonio de la Torre Andrés Gertrúdix          | [ 83 ] [ 84 ] |
| 2019 | Antonio de la Torre | El reino                       | Javier Gutiérrez Javier Bardem José Coronado                   | [ 85 ] [ 86 ] |

## Anys 2020

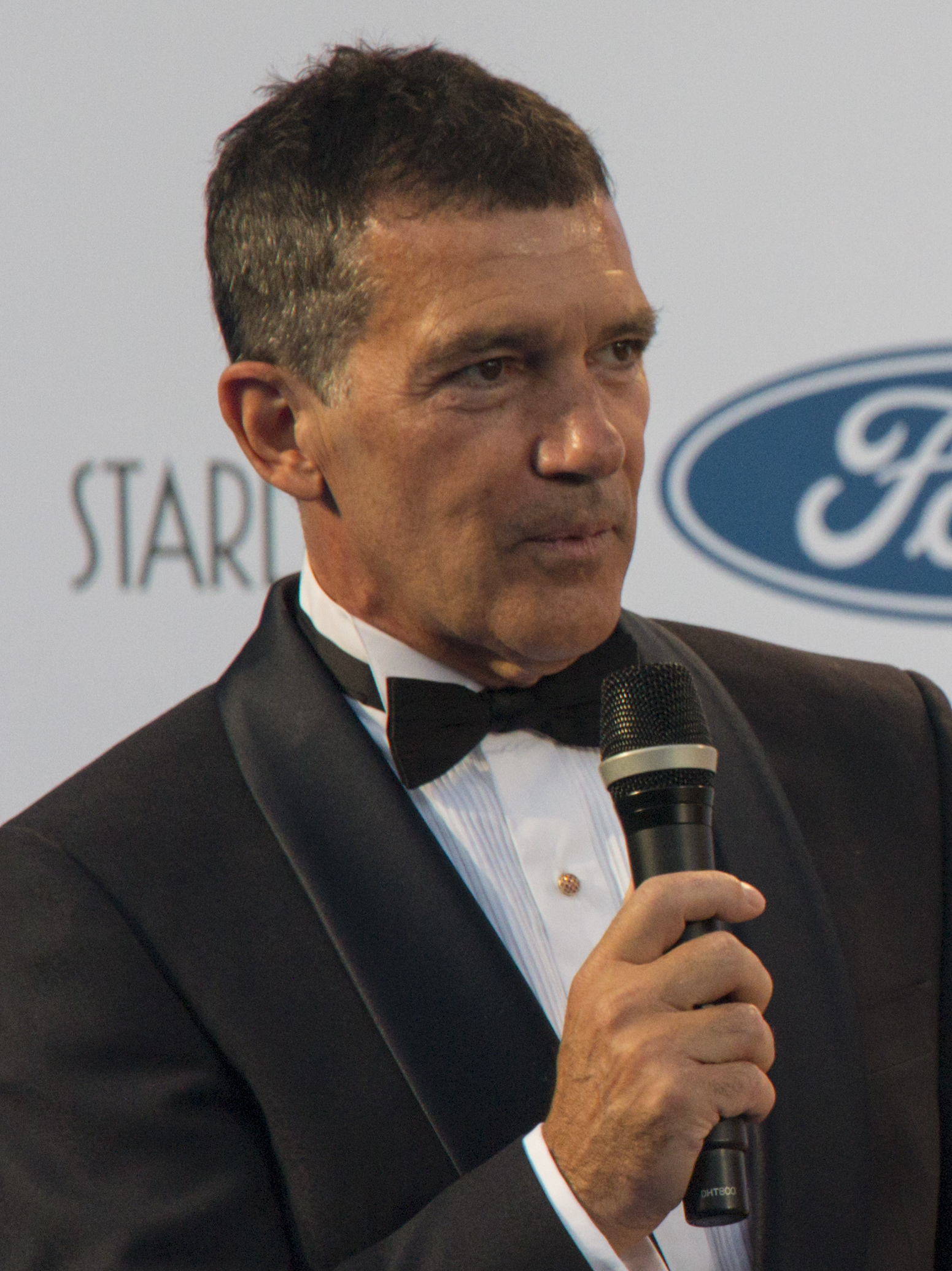
Antonio Banderas ve rebre la Medalla per Dolor y gloria.

| Any  | Guanyador        | Treball        | Finalistes                                                  | Notes         |
| ---- | ---------------- | -------------- | ----------------------------------------------------------- | ------------- |
| 2020 | Antonio Banderas | Dolor y gloria | Carlos Santos Antonio de la Torre Luis Tosar Karra Elejalde | [ 87 ] [ 88 ] |
| 2021 | David Verdaguer  | Uno para todos | Javier Cámara Javier Gutiérrez Raúl Arévalo                 | [ 89 ] [ 90 ] |
| 2022 | Javier Bardem    | El buen patrón | Luis Tosar Javier Gutiérrez Eduard Fernández                | [ 91 ] [ 92 ] |
| 2023 | Denis Ménochet   | As bestas      | Miguel Herrán Javier Gutiérrez Nacho Sánchez                | [ 93 ] [ 94 ] |